# Lisa Remington
Lisa Remington (* 22. Mai 1979 in Bellevue) ist eine US-amerikanische Filmproduzentin.

## Karriere
Remington machte einen Bachelor am Tisch School of the Arts der New York University. Sie begann ihre Filmkarriere 2002 als Produktionskoordinatorin für die Fernsehserie Hour of Stars. Mit dem Fernsehfilm Here to Remember war sie 2005 erstmals als assoziierte Produzentin beschäftigt. Hierauf folgten über 20 Stellen als Produzentin von Fernsehserien, Kurz- und Langfilme. Im Jahr 2019 wurde sie für einen Emmy für den Dokumentarfilm The Price for Everything nominiert. Ihr erfolgreichster Film war After Antarctica von Regisseur Tasha Van Zandt, der 2021 erschien und einige Festivalpreise erhielt. Zuletzt wurde der Kurzfilm Die einzige Frau im Orchester von Regisseurin Molly O’Brien mit einem Oscar in der Kategorie Bester Dokumentar-Kurzfilm ausgezeichnet.
Remington arbeitet für das Produktionsunternehmen „Raising Ryland“ und lebt in Los Angeles.

## Filmografie (Auswahl)
- 2004: Here to Remember (Fernsehfilm)
- 2012: The Road We’ve Traveled (Kurzfilm)
- 2015: Raising Ryland (Kurzfilm)
- 2016: ForEveryone.Net (Kurzfilm)
- 2016: Telescope (Fernsehfilm)
- 2016: Into the Unknown (Kurzfilm)
- 2018: Feminists: What Were They Thinking?
- 2018: Foster
- 2019: The Price for Everything
- 2021: After Antarctica
- 2023: Food and Country
- 2023: Die einzige Frau im Orchester (Kurzfilm)

## Auszeichnungen (Auswahl)
- 2019: Emmy-Nominierung in der Kategorie Bester Dokumentarfilm für The Price of Everything
- 2021: New York Wild Film Festival in der Kategorie Bester Dokumentarfilm für After Antarctica
- 2021: Kendal Mountain Festival in der Kategorie Bester Dokumentarfilm für After Antarctica
- 2021: Bilbao Mendi Film Festival in der Kategorie Bester Dokumentarfilm für After Antarctica
- 2021: Publikumspreis des Twin Cities Film Fest für After Antarctica
- 2021: Jackson Wild Media Award für After Antarctica
- 2025: Oscar in der Kategorie Bester Dokumentar-Kurzfilm für Die einzige Frau im Orchester